# Eija Hyytiäinen
Eija Marita Hyytiäinen (Saarijärvi, 4 gennaio 1961) è un'ex fondista finlandese.
È moglie di Kari Ristanen, a sua volta fondista di alto livello.

## Biografia
In Coppa del Mondo esordì nella gara inaugurale del 9 gennaio 1982 a Reit im Winkl (10ª) e ottenne il miglior piazzamento il 27 marzo 1983 a Labrador City (6ª).
In carriera prese parte a due edizioni dei Giochi olimpici invernali, Sarajevo 1984 (19ª nella 5 km, 25ª nella 10 km, 17ª nella 20 km, 3ª nella staffetta) e Calgary 1988 (32ª nella 20 km), e a due dei Campionati mondiali (6ª nella staffetta a Oberstdorf 1987 il miglior risultato).

## Palmarès

### Olimpiadi
- 1 medaglia:
  - 1 bronzo (staffetta[2] a Sarajevo 1984)

### Coppa del Mondo
- Miglior piazzamento in classifica generale: 15ª nel 1983